# Parablennius parvicornis
La barriguda de los charcos Parablennius parvicornis es una especie de pez de la familia Blenniidae en el orden de los Perciformes.

## Morfología
• Los machos pueden llegar alcanzar los 12 cm de longitud total.

## Distribución geográfica
Se encuentra desde Mauritania hasta el Congo, incluyendo las Islas Canarias, Cabo Verde y  Madeira. También en Marruecos y en las Azores.